# Дерев'яні конструкції

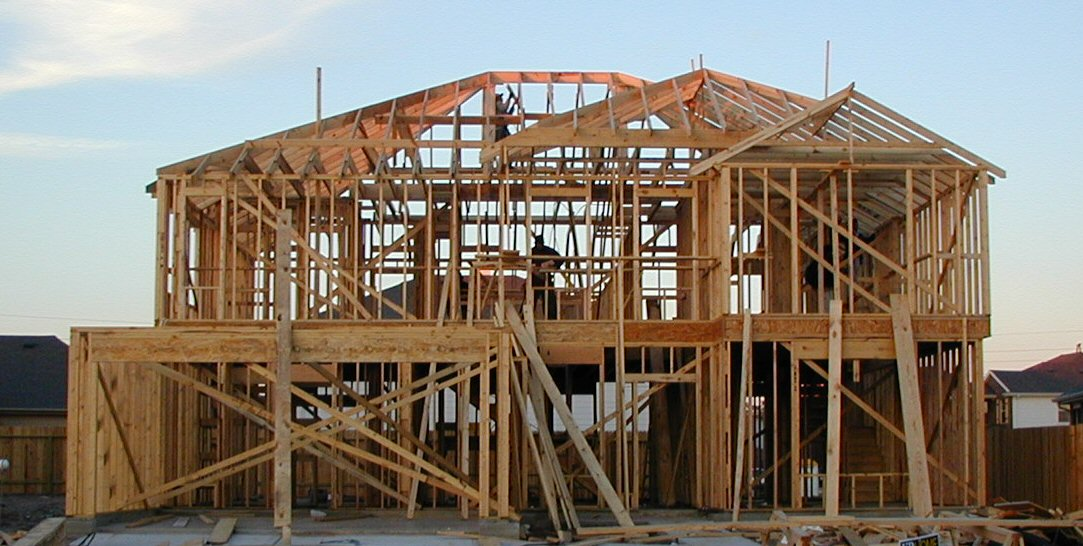
Дерев'яний каркас будинку каркасної конструкції

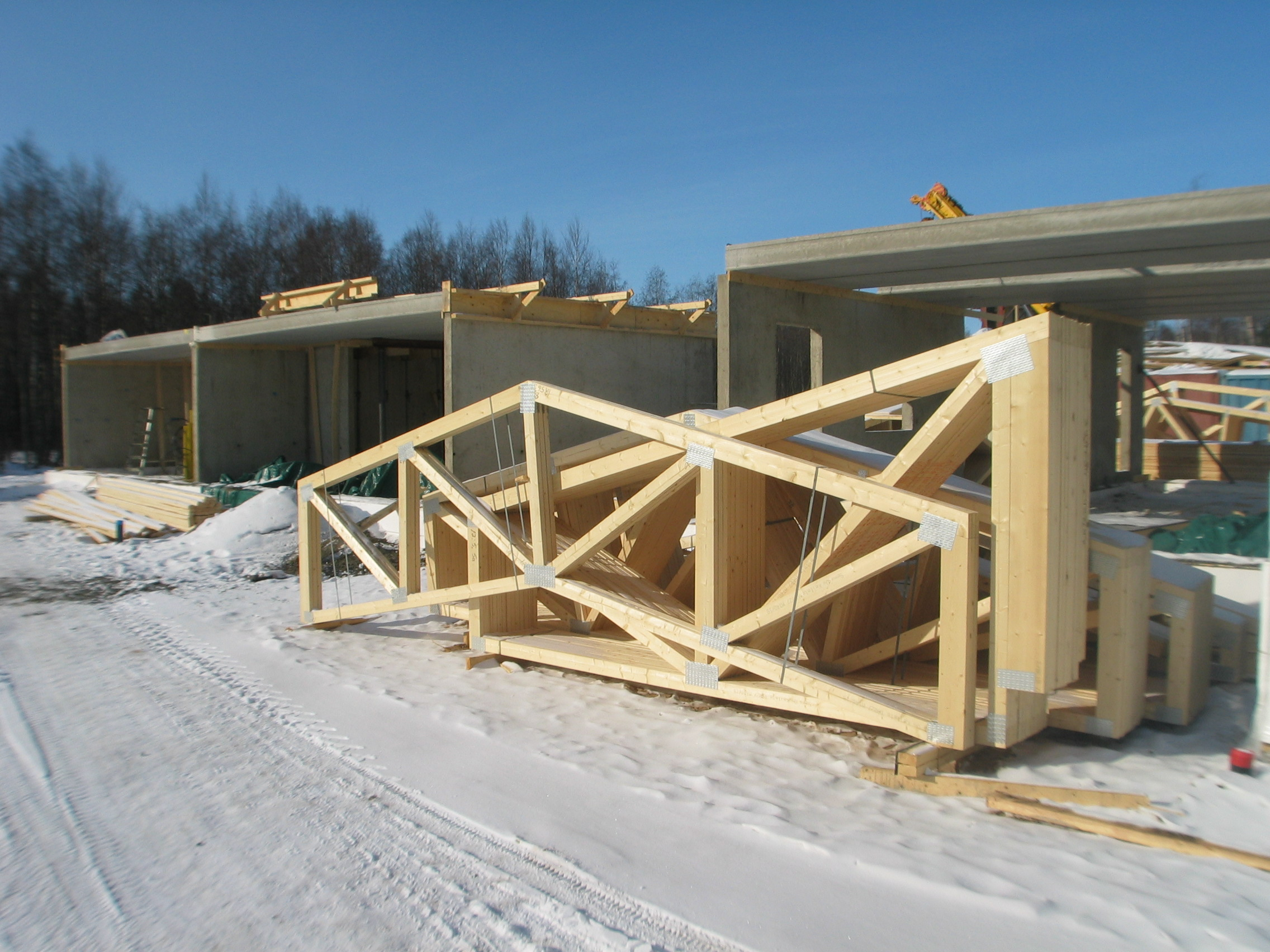
Плоскі дерев'яні ферми дахових конструкцій

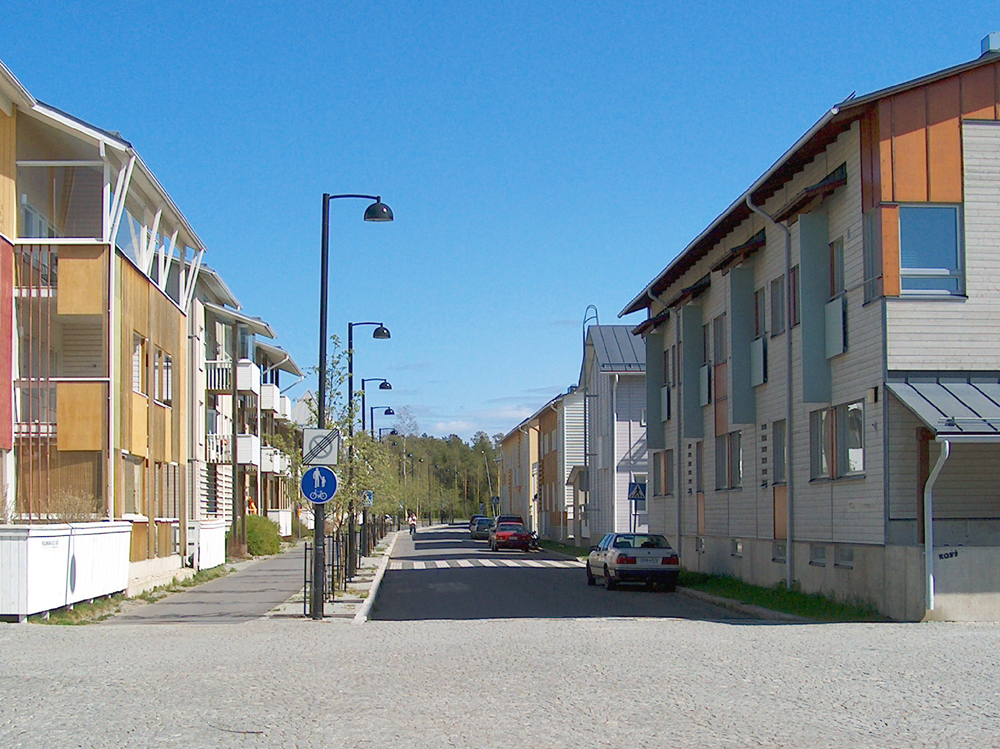
Квартал дерев'яних будинків каркасно-панельної конструкції (Фінляндія)

Дерев'я́ні констру́кції (англ. wood construction) — будівельні конструкції, повністю або частково (у поєднанні з металом, пластичними масами) виготовлені з деревини.

## Класифікація
Дерев'яні конструкції за видами виконання поділяються на балки, ферми, арки, рами, каркаси, склепіння, оболонки.
За призначенням поділяються на тримальні і загороджувальні.
За конструктивними особливостями розрізняють дерев'яні конструкції з колод, брусів та дощок, з'єднаних цвяхами, болтами, шпонками або нагелями (наприклад, елементи перекриттів, підпори ліній електропередачі, мостові конструкції, в лісових місцевостях — усі елементи будинків), та дерев'яні конструкції, виготовлені із застосуванням клеїв (клеєні дерев'яні конструкції — конструкції, що склеєні з окремих елементів: брусів, дощок, шпону та ін.).

## Переваги
Дерев'яні конструкції є легкими й досить міцними. Їхню стійкість проти гниття, вогне- й вологостійкість підвищують антисептиками, антипіренами, вогнезахисними покриттями, засобами вологоізоляції й гідроізоляції тощо. До основних переваг дерев'яних конструкцій належать: можливість використання місцевих матеріалів, мала об'ємна маса, транспортабельність, екологічність, технологічність у використанні.

## Способи з'єднання у будівельних конструкціях
З'єднання у будівельних конструкціях служать для забезпечення необхідного зв'язку конструктивних елементів між собою, забезпечення надійності будівельної конструкції, її роботи як єдиного цілого відповідно до вимог експлуатації і монтажу. З'єднання застосовують також для скріплення окремих конструкцій — в цілях забезпечення жорсткості і просторової структури споруди, створення укрупнених монтажних блоків тощо.
Розрізняють з'єднання заводські (здійснюються у процесі виготовлення конструкцій на підприємствах будівельної індустрії) і монтажні (виконуються безпосередньо на будівельному майданчику). Конструктивні рішення і тип з'єднання визначаються величиною і характером зусиль, що передаються через них, матеріалом елементів, що сполучаються, а також умовами експлуатації конструкції (споруди).
В дерев'яних конструкціях в сучасному будівництві застосовують головним чином клейові з'єднання, які дозволяють збільшувати як поперечний перетин, так і довжину елементів, що сполучаються, забезпечуючи при цьому однакову міцність стиків і основного матеріалу конструкції. З'єднання інших типів, наприклад пластинчасті нагелі (з дуба або антисептимованої берези), нагелі з круглої сталі, болти, цвяхи тощо, у конструкціях застосовують значно рідше, а з'єднання за допомогою врубок вважаються застарілими і неіндустріальними.
Заводський спосіб виробництва забезпечує високу якість клеєних елементів, знижує їх вартість. Клеєні дерев'яні конструкції виготовляються з пиломатеріалів переважно хвойних порід, інколи із застосуванням будівельної фанери, склеєної водостійкими, наприклад фенолформальдегідними клеями. Клеєні фанерні дерев'яні конструкції виконуються у вигляді тримальних балок з фанерною стінкою, рам і арок коробчастого поперечного перетину або захисних конструкцій — панелей з фанерною обшивкою і дерев'яними подовжніми несучими ребрами, або середнім шаром з пінопласту. Для збільшення жорсткості клеєні дерев'яні конструкції можуть армуватись; арматура вклеюється в заздалегідь зроблені в дерев'яному елементі подовжні канали.
Найважливіші переваги клеєних дерев'яних конструкцій:
- можливість отримання монолітних елементів практично будь-яких розмірів і форм поперечного перетину, що мають підвищену тримальну здатність, довговічність і вогнестійкість;
- висока ефективність використання матеріалу (головним чином маломірного і різносортного пиломатеріалу).

## Використання
Основні сфери раціонального застосування клеєних дерев'яних конструкцій — покриття виробничих, сільськогосподарських, громадських (спортивних, виставкових та інших будівель), деяких промислових будівель і споруд (у тому числі з хімічно агресивним середовищем), будівництво градирень, шахтних споруд, мостів, естакад, будівель і споруд у віддалених лісових районах, сейсмостійке будівництво.